# Kameldorn
Der Kameldorn (Vachellia erioloba, Syn.: Acacia erioloba E.Mey.), auch Kameldornbaum oder Kameldornakazie, gehört zur Unterfamilie der Mimosengewächse (Mimosoideae) innerhalb der Familie der Hülsenfrüchtler (Fabaceae).

## Bezeichnung
Der Name leitet sich vom zoologischen Namen für die Giraffe Giraffa camelopardalis ab, weil diese die Blätter fressen. Die direkte Übersetzung wäre Giraffendornbaum. Im Englischen gibt es beide Trivialnamen Giraffe Thorn und Camel Thorn. Das Epitheton erioloba setzt sich aus den Teilen erio (wollig, behaart) und loba ((Ohr-)Läppchen) zusammen und bezieht sich auf das Aussehen der Früchte.

## Beschreibung

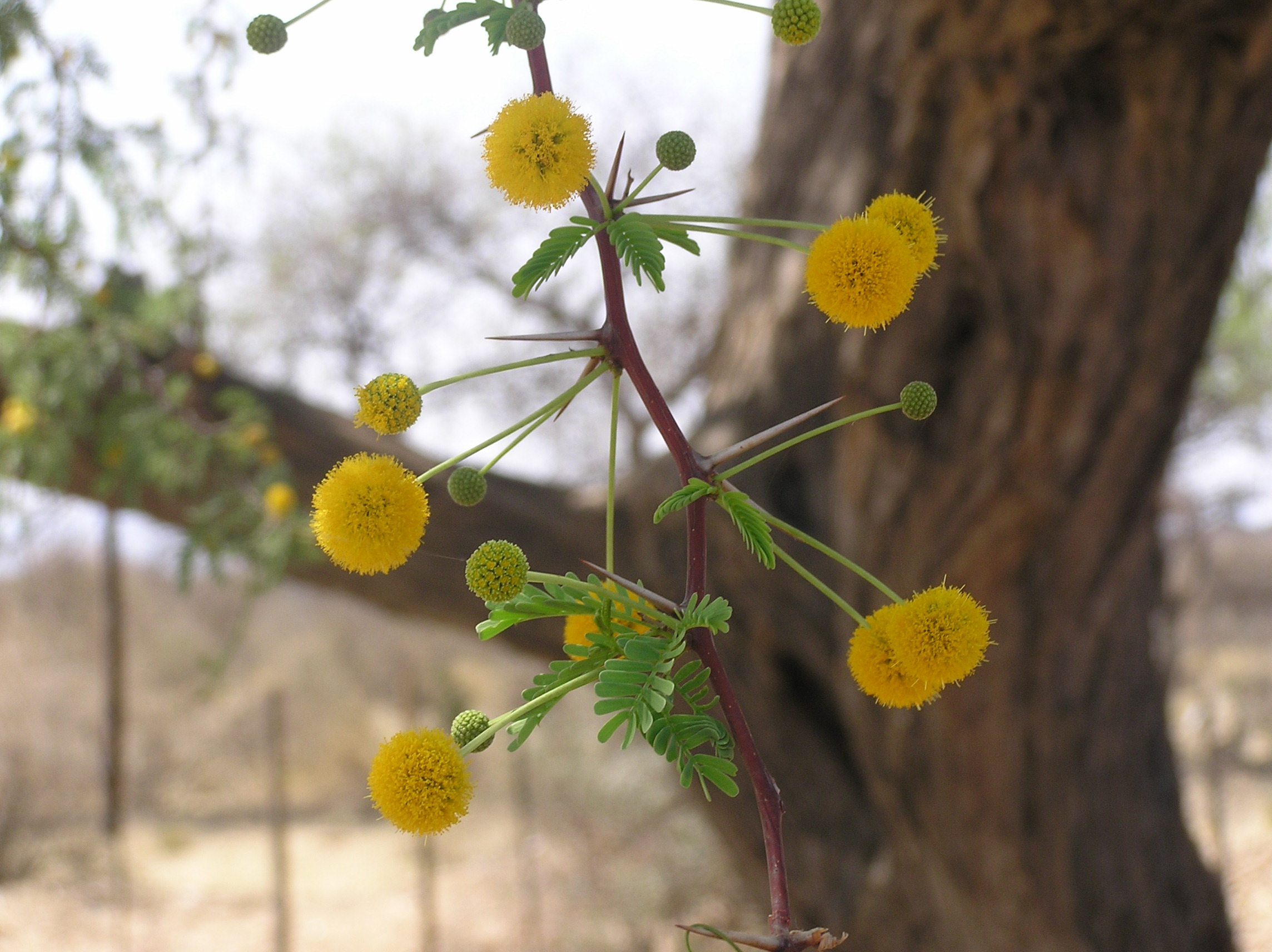
Blütenstände

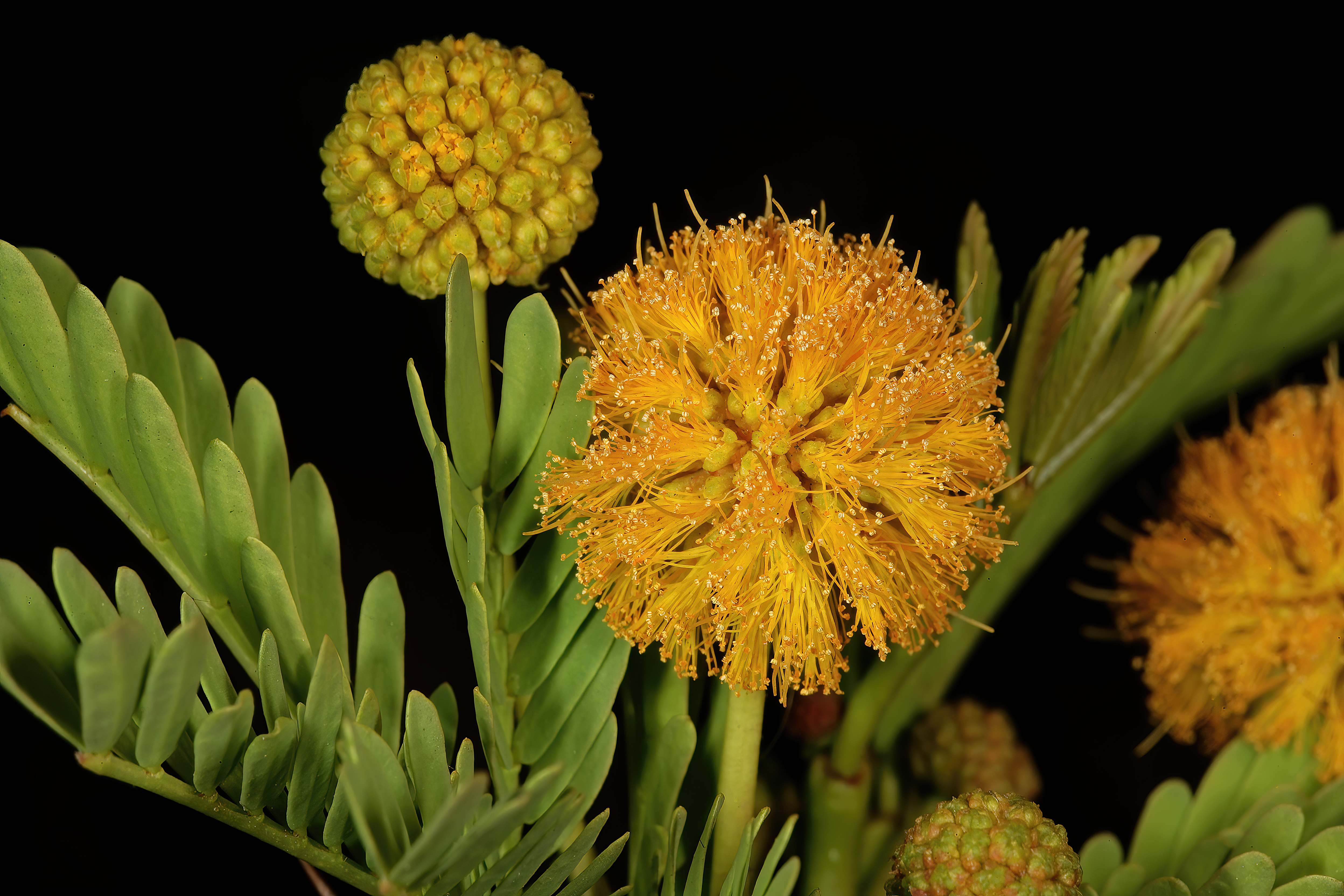
Blütenstand

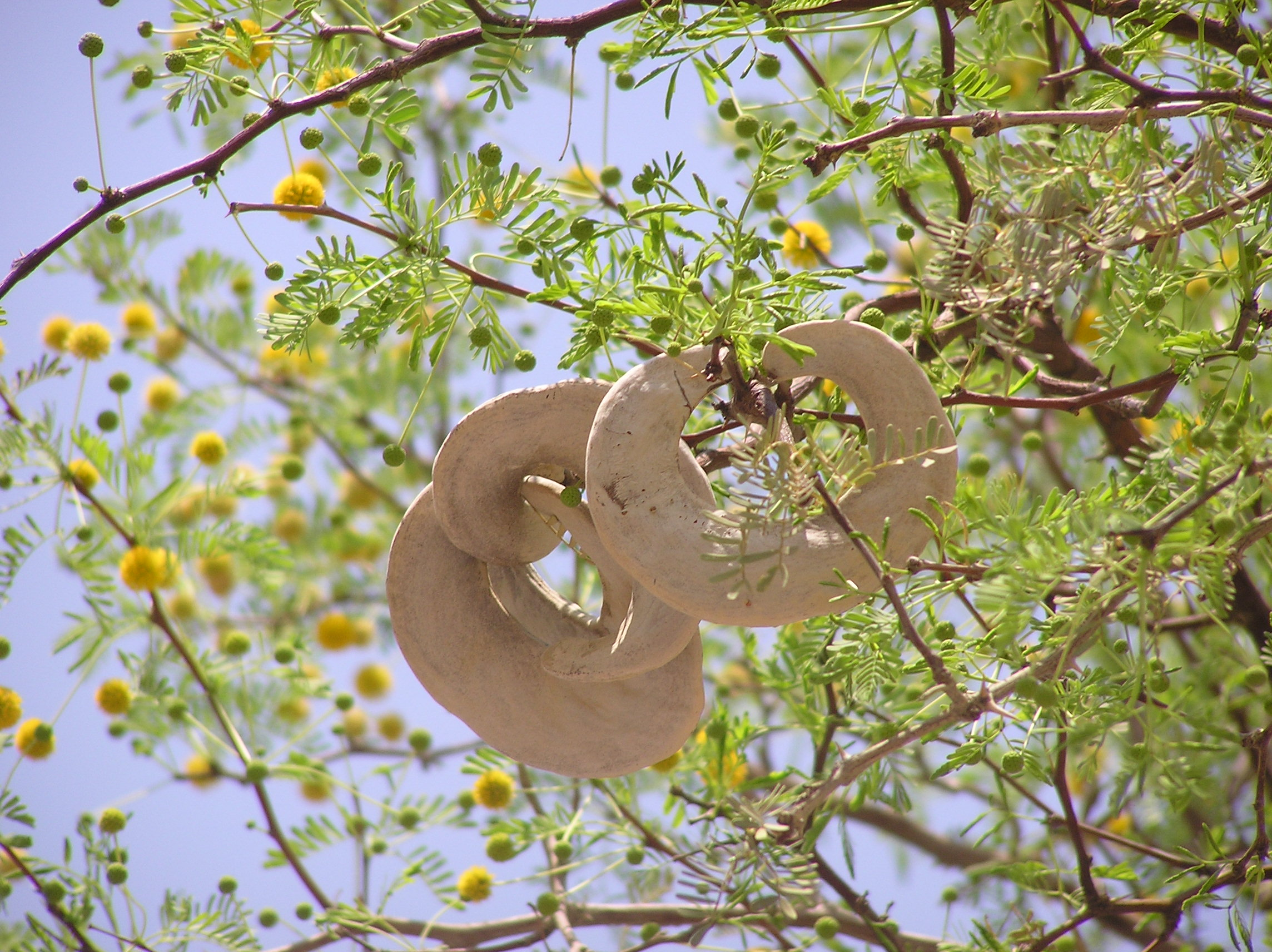
Hülsenfrüchte

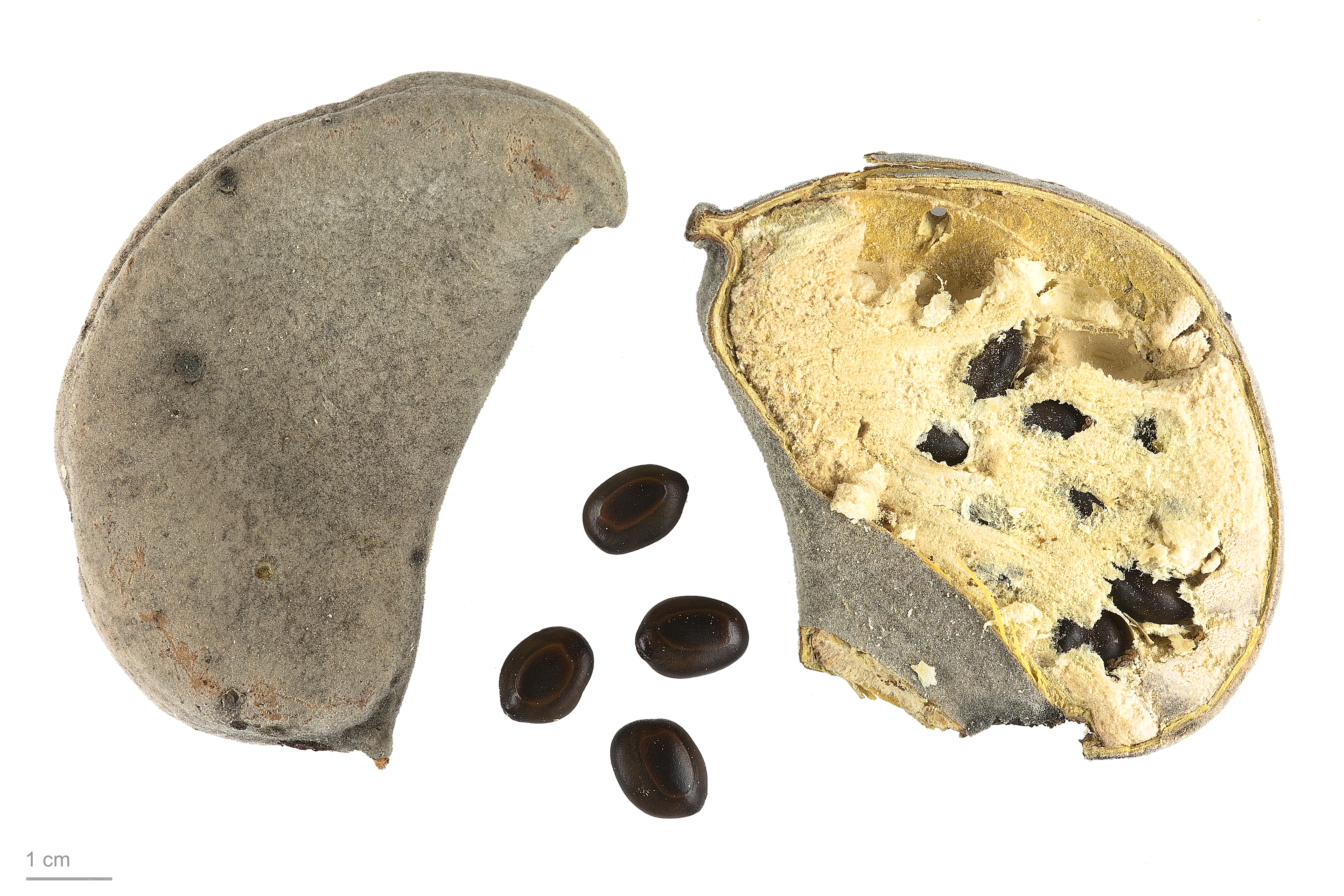
Vachellia erioloba

Der Kameldorn wächst als langsamwüchsiger, trockenheitstolereanter, meist immergrüner Baum mit teils breiter Krone und kann Wuchshöhen bis über 15 Metern erreichen oder als Strauch bis zu 4 Meter hoch. Der Stammdurchmesser erreicht bis 1 Meter. Die raue, braun-graue Borke ist rissig bis furchig und im Alter in Streifen abblätternd. Seine Äste und Zweige sind paarweise mit bis über 5 cm langen, steifen, spitzen Dornen besetzt. Die Pflanze führt ein Gummi.
Die kurze gestielten und kurzen Laubblätter sind doppelt gefiedert mit bis zu 6 Fiederpaaren 1. Ordnung. Die vielen, kleinen und ganzrandigen, meist kahlen Blättchen sind bis 1,1 Zentimeter lang. Die Nebenblätter sind zu Dornen umgewandelt. 
Die Blütezeit beginnt im Juli und dauert bis November, wobei der Höhepunkt im September ist. Die gestielten, kugelförmigen, achselständigen, einzeln oder zu mehreren erscheinenden und gelb-orangen, dichten, kopfigen Blütenstände sind nur wenige Zentimeter groß und stellen ein wichtiges Nahrungsangebot für Insekten dar. Die duftenden, kleinen Blüten sind zwittrig mit doppelter Blütenhülle. Es sind viele lange Staubblätter vorhanden.
Die gebogenen, nicht öffnenden und sichel- bis halbmondförmigen, mehrsamigen Hülsenfrüchte sind die größten unter den afrikanischen Akazien. Ihre ledrig-holzigen Fruchtschalen sind grau-samtig, sie enthalten zwischen 6 und 26 Samen im trocken, dichten, schwammartigen „Fruchtfleisch“. Die abgeflachten, eiförmigen bis elliptischen Samen sind rot-braun mit einem Pleurogram. Die Früchte werden von Elefanten gefressen, die so auch die Samen verbreiten.

## Vorkommen
Der Kameldorn ist eine im südlichen Afrika, vor allem in Namibia und Botswana, dominierende Pflanzenart. Sie ist außerdem in Angola, Südafrika, Sambia, Simbabwe und in Israel zu finden.
Der Kameldorn kommt mit Niederschlagsmengen von 40 bis 900 mm/Jahr und Tagestemperaturen von unter 15 °C bis 45 °C zurecht. Er ist ein wichtiger Schattenspender in den Wüsten und Halbwüsten. Er wächst bevorzugt in Flussbetten oder deren Nähe, um mit seinen bis zu 60 Meter tiefen Wurzeln im sandigen Boden bis zum Grundwasser vorzustoßen.

## Verwendung
Mit dem gemahlenen Pulver der Hülsenfrüchte werden in der traditionellen Medizin Ohreninfektionen behandelt. Ein Sud aus der Wurzel wird zur Behandlung von Zahnschmerzen und Tuberkulose benutzt.
Das beständige Holz ist hart und schwer. Die Samen können zu Schmuck verarbeitet werden.

## Kulturelle Rezeption
Im Südwesterlied wird der Kameldorn als Charakterpflanze Namibias (früher Deutsch-Südwestafrika) besungen und steht für die widrigen Lebensumstände des dortigen Naturraums.

## Galerie

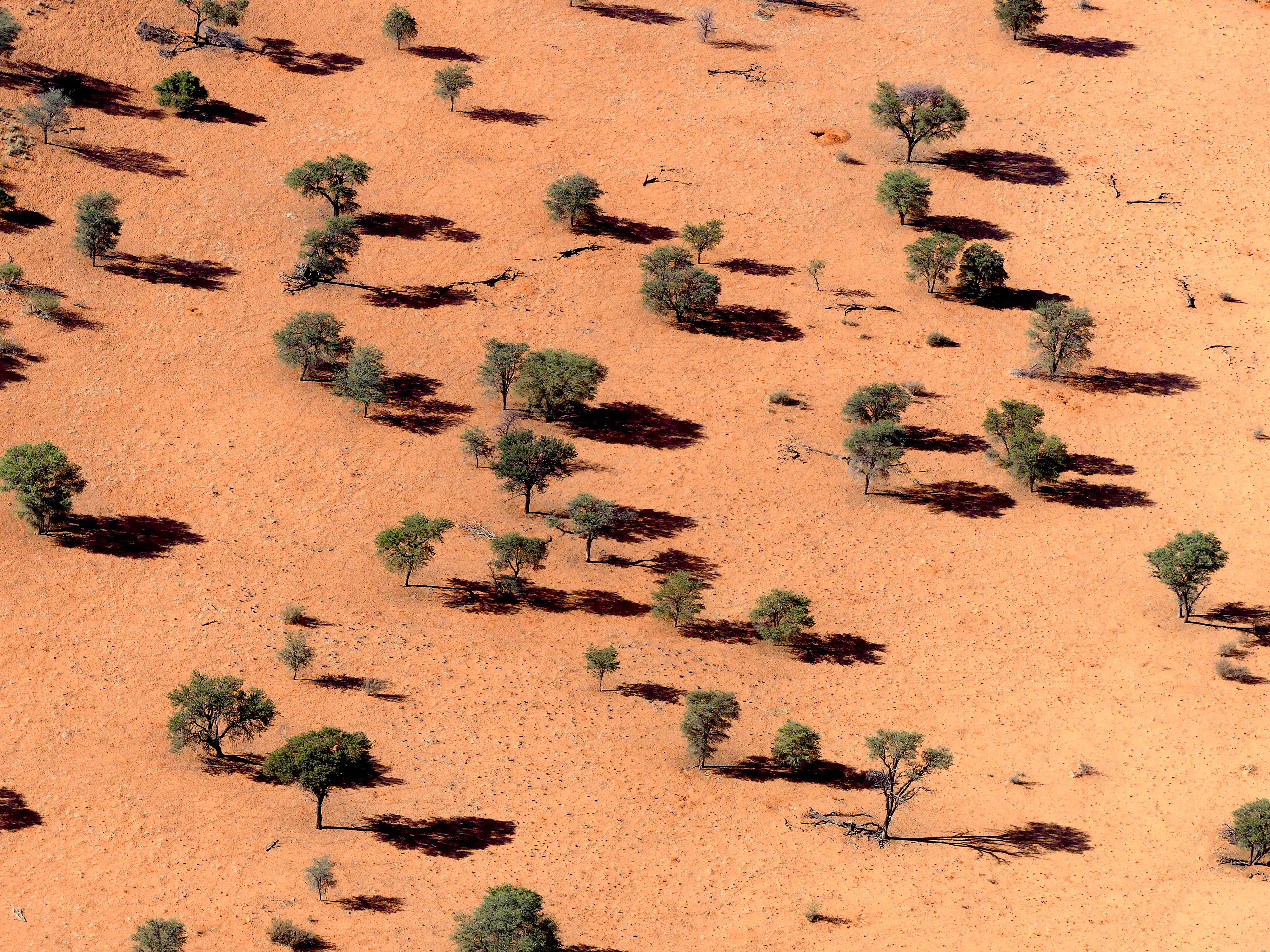
Kameldornbaum-„Wald“ in der Kalahari
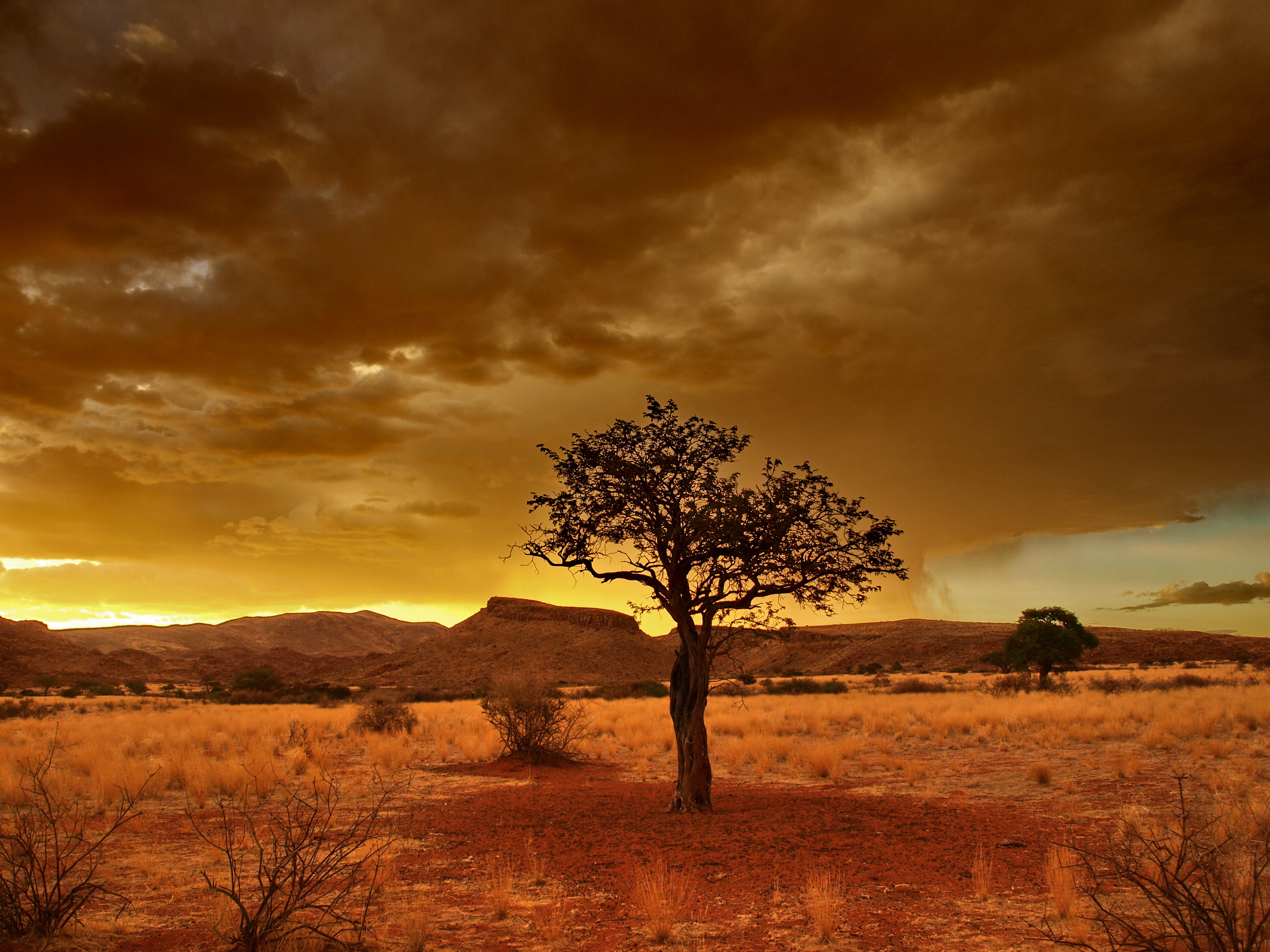
Kameldornbaum bei Helmeringhausen (Namibia)
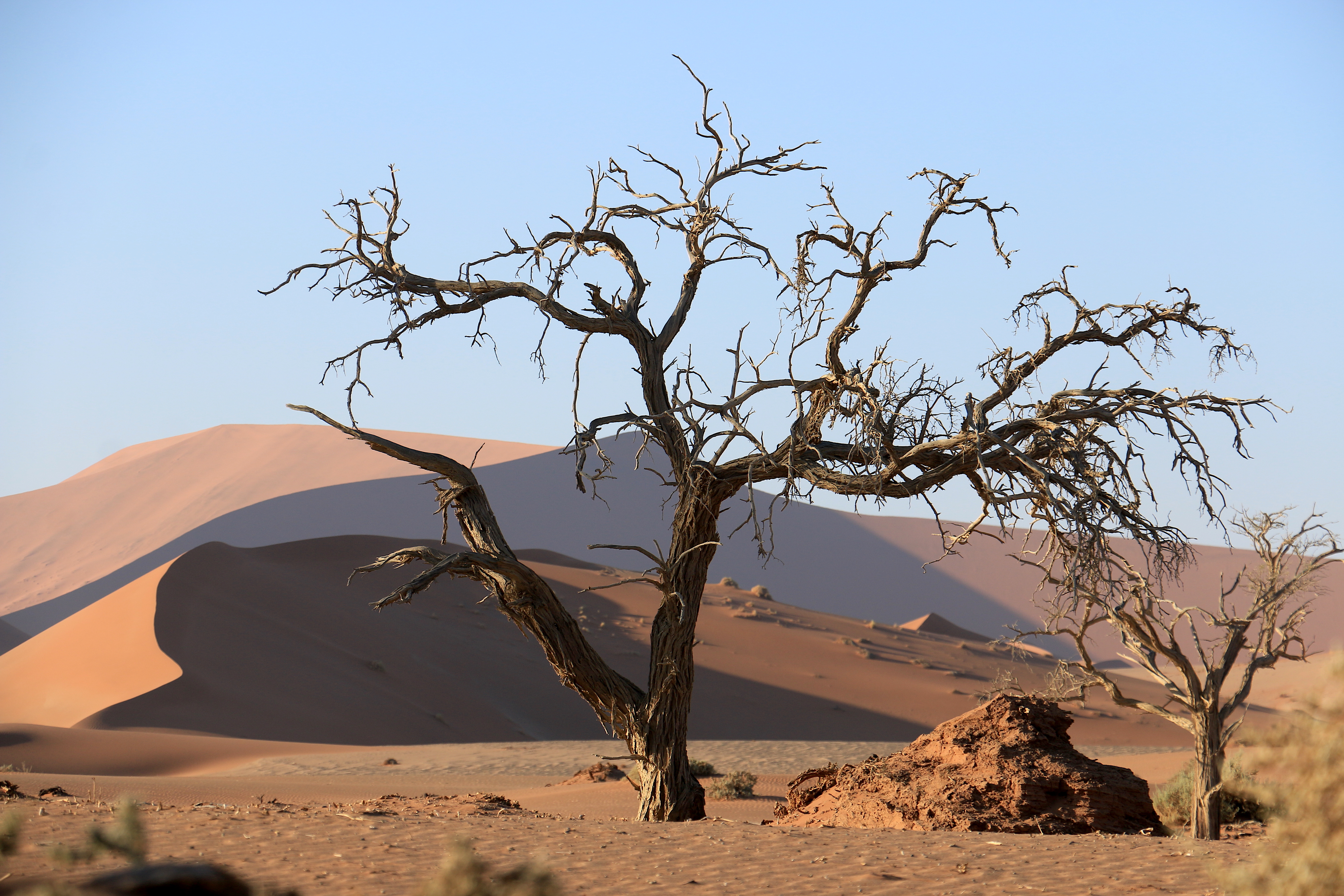
Ein Kameldornbaum im Sossusvlei